# 横山和夫
横山 和夫（よこやま かずお、1914年（大正3年）10月2日 - 1999年（平成11年）5月13日）は、日本の官僚、政治家。横須賀市長（1973年 - 1993年、5期20年）。

## 経歴
広島県比婆郡東城町（現・庄原市）出身。1942年広島文理科大学卒業。翌1943年高文行政科合格後、消防庁総務課長、自治庁官房調査官、滋賀県教育長を経て1961年横須賀市助役。長野正義市長下で3期務め1972年、米国側から出された空母ミッドウェイの母港化要望に対して、外務省その他関係機関との交渉を担当し、米軍提供水域の返還などを条件に、米軍母港化受け入れ決定の中心的役割を果たした。
1973年市長選で“長野市政の唯一の後継者”を打ち出し当選、以降1993年まで、歴代最長の5期20年に渡り横須賀市長を務めた。市長在任時の業績として横須賀市中心市街地・三笠公園拡張・横須賀リサーチパーク（YRP）整備などがある。また市制施行75周年を迎えた1982年の「文化元年」、1989年の「核兵器廃絶・平和都市」を宣言し、オーストラリア・フリマントル市姉妹都市（1979年）、英国・ジリンガム市（メッドウェイ市）姉妹都市(1982年)縁組にも尽力した。その他全国基地協議会会長なども務めた。1993年勲二等瑞宝章受章。